# Antonio Nocerino
Antonio Nocerino (* 9. April 1985 in Neapel) ist ein ehemaliger italienischer Fußballspieler und aktueller Jugendtrainer bei Orlando City. Er spielte im Mittelfeld u. a. bei Juventus Turin und dem AC Mailand sowie der Italienischen Nationalmannschaft.

## Karriere

### Im Verein
Antonio Nocerino begann seine Karriere in der Jugendabteilung von Juventus Turin. Nachdem er zuerst an die US Avellino 1912 ausgeliehen worden war, wechselte er 2004 zum CFC Genua, der als Bestandteil des Wechsels von Domenico Criscito nach Turin 50 % seiner Transferrechte erhielt. Nach dem Manipulationsskandal 2006 entschied sich Juventus, die Transferrechte zurückzukaufen.
Zur Saison 2006/07 zu Piacenza Calcio gewechselt, entwickelte Nocerino sich dort zum Leistungsträger im Mittelfeld. Im Sommer 2007 kaufte Juventus schließlich Piacenzas Hälfte der Transferrechte für 3,7 Millionen Euro zurück. Da sich Mauro Camoranesi zu Saisonbeginn eine Verletzung zugezogen hatte, wurde Nocerino von Trainer Claudio Ranieri als dessen Vertreter im rechten Mittelfeld eingesetzt. Als Camoranesi wieder zurückkehrte, spielte Nocerino oft im defensiven Mittelfeld, erkämpfte sich einen Stammplatz und empfahl sich für die Nationalmannschaft.
Zur Saison 2008/09 wurde Nocerino zur US Palermo transferiert; sein Transfer war Bestandteil des Wechsels des brasilianisch-italienischen Stürmers Amauri von Palermo zu Juventus. In Palermo war er 2008/09 Stammkraft im Mittelfeld.
Am 31. August 2011 unterzeichnete Nocerino einen auf fünf Jahre befristeten Vertrag beim AC Mailand, dem italienischen Meister der Vorsaison.
Im Zuge von Ermittlungen italienischer Behörden gegen mehrere Spielerberater (→ Italienischer Fußballskandal 2013) wurden 2013 auch die Verträge Nocerinos von der Guardia di Finanza untersucht.
Am 25. Januar 2014 wechselte Nocerino bis zum Saisonende auf Leihbasis in die Premier League zu West Ham United. Zur Saison 2014/15 wurde er an den FC Turin ausgeliehen und im Januar bis Saisonende an den FC Parma weiterverliehen.
Im Februar 2016 gab Milan bekannt, dass der Vertrag mit Nocerino im gegenseitigen Einvernehmen aufgelöst wurde. Wenige Tage später wechselte Nocerino zu Orlando City in die nordamerikanische Major League Soccer, wo er jedoch nur bis 2017 blieb. Seine letzte Station als aktiver Spieler war schließlich Benevento Calcio, wo er 2018 einige Spiele absolvierte. Nach längerer vertragsloser Zeit gab er schließlich im Januar 2020 sein Karriereende bekannt.

### In der Nationalmannschaft
Antonio Nocerino durchlief die italienischen Jugendnationalmannschaften seit der U-19, mit der U-21 nahm er an der Europameisterschaft 2007 teil.
Am 17. Oktober 2007 debütierte Nocerino unter Trainer Roberto Donadoni beim 2:0 im Freundschaftsspiel gegen Südafrika in der A-Nationalmannschaft. Er war Kapitän der italienischen Olympiaauswahl für die Sommerspiele 2008 in Peking.

### Trainerkarriere
Kurz nach der Bekanntgabe seines Karriereendes als Spieler wechselte Nocerino im Januar 2020 zurück zu Orlando City, wo er einen Posten als Jugendtrainer in der Nachwuchsakademie des Franchises übernahm.

## Erfolge und Auszeichnungen
- Turnier von Toulon: 2008
- Vize-Europameister: 2012
- Team des Jahres der Serie A: 2012